# 長城一帶一路

e-Kong Group Limited，簡稱e-Kong Group（港交所：0524，OTCBB：EKONY
），1999年，由前任主席衛斯文創立，前身為Goldtron Holdings Limited。
現時經營家居及企業市場分別提供消費者、商業電訊解決方案，以及保險經紀服務，旗下品牌包括「Zone Telecom」及「Relevant Marketing (HK) Limited」。地區為美國、香港及新加坡。
2016年4月7日，該公司於於2015年9月9日、2015年10月5日、2015年10月29日及2015年11月24日，透過附屬公司以認購7,100,000股、8,720,000股、14,500,000股及130,000股先施錶行股份， 總收購價約為27,912,850港元，收購價分別為每股1.39港元至1.42港元、0.91港元、0.68港元及0.88港元。
2016年11月19日，該公司以42,000,000美元（約325,794,000港元）收購FLASH HOPE HOLDINGS LIMITED，持有17.70%股權，而業務是電池驅動電動車之開發。

## 連結
- e-Kong.com
- RMIGroupAsia.com （页面存档备份，存于）
- ZoneTelecom.com （页面存档备份，存于）
- ZoneTel.com （页面存档备份，存于）
- ZONE1511.com.sg